# Friedel Apelt
Friedel Apelt, née Frieda Anna Charlotte Raddünz (Friedel Franz après son premier mariage et Friedel Malter après son second) le 1er novembre 1902 à Breslau et morte le 12 décembre 2001 à Berlin-Friedrichshagen, est une femme politique allemande. Elle est députée à la Chambre du peuple de la République démocratique allemande et secrétaire d'État au Travail entre 1950 et 1956.

## Biographie
Fille d'un typographe, Friedel Raddünz se forme au métier de tisserande. En 1925, elle épouse Adolf Franz, mineur et militant du Parti communiste d'Allemagne (KPD).
Entrée au syndicat des ouvriers du textile Deutscher Textilarbeiter Verband en 1925, Friedel Franz adhère au KPD l'année suivante. De 1926 à 1933, elle siège au Parlement provincial de Basse-Silésie (de).
Au sein de la direction du district du KPD en Silésie, elle est responsable à la condition féminine de 1930 à 1933 à Breslau. En avril 1932, elle est élue députée au Parlement prussien. Elle est alors la plus jeune parmi les trente-et-un membres de cette assemblée.
Après la prise du pouvoir par les nazis, elle poursuit ses activités politiques dans l'illégalité. Arrêtée le 14 juin 1933, elle est condamnée pour « haute trahison » et purge une peine de trois ans de prison. En 1944, elle est déportée à Ravensbrück.
Veuve, elle épouse en 1946 Andreas Malter. Elle adhère la même année au Parti socialiste unifié d'Allemagne (SED). Elle participe à la fondation de la Ligue démocratique des femmes d'Allemagne. De 1946 à 1989, elle fait partie de la direction fédérale du syndicat FDGB.
De 1948 à 1954, elle est élue au Deutscher Volksrat (de), puis à la Chambre du peuple.
Friedel Malter est nommée secrétaire d'État au ministère du Travail et à la Formation professionnelle de 1950 à 1956, première suppléante du ministre. Elle quitte ses fonctions en mai 1956 pour des raisons de santé.
À partir de 1947, elle fait partie de l'Association des persécutés du régime nazi et, à partir de 1953, du Comité des combattants de la résistance antifasciste. En 1952, elle se remarie avec Fritz Apelt. De 1959 à 1990 , elle préside le Comité des droits de l'homme de la RDA.

## Décorations et distinctions
- Médaille Clara-Zetkin (1955)
- Ordre du Mérite patriotique - Argent (1956)
- Bannière du Travail (1962)
- Ordre de Karl-Marx (1977)
- Étoile de l'amitié des peuples - Or (1982)